# Muscisaxicola maclovianus
Muscisaxicola maclovianus е вид птица от семейство Tyrannidae.

## Разпространение
Видът е разпространен в Аржентина, Еквадор, Перу, Уругвай, Фолкландски острови и Чили.